# ビジネス通話定額
ビジネス通話定額（ビジネスつうわていがく）とは、2006年11月1日に開始したauブランドを展開するKDDI／沖縄セルラー電話の法人向け音声通話定額サービスである。

## 概要
au端末を用いてあらかじめ指定されたグループ内の通話が無料になるサービスで、月額利用料金は、3種類の料金体系が用意されていて、最安プランで9,765円（税込）と先行するソフトバンクモバイルオフィスと比べてやや高い印象を受ける（ただし、ソフトバンクモバイルオフィスにはない無料通話がついている）。導入にあたっては10回線以上299回線以下が条件であり2回線から、および300回線以上も導入できるソフトバンクモバイルオフィスと比べると若干条件を問われる。無線LANなどを用いるモバイルセントレックスサービスとは違い、設備を別途用意する必要はない。

## 料金

### 月額利用料金
- CDMA 1X WIN
  - CDMA 1X WIN プランMを含んだコース
月額基本料金:9,765円（税込） 無料通話分:4,252円（税込）
固定・他社への通話は終日30秒/14.7円(税込)
- CDMA 1X
  - CDMA 1X コミコミOneスタンダードを含んだコース
月額基本料金:10,710円（税込） 無料通話分:4,752円（税込）
固定・他社への通話は終日20秒/10.5円(税込)
  - CDMA 1X コミコミコール ジャンボを含んだコース
月額基本料金:12,075円（税込） 無料通話分:4,200円（税込）
固定・他社への通話は終日1分/21円(税込)

さらに年割や法人向け割引きサービスも併用できる。

### 通話料金
- 音声通話
  - グループ内
au携帯電話:（1回の通話につき90分まで）0円 なお1回の連続通話が90分を超えた場合は超過分が通常課金される。
  - グループ外
選択した料金プランの通話料金で課金され割引は一切されない。
- メール・パケット通信料
通信先がグループ内/外 問わずに通常の料金がかかる。ダブル定額等に別途申し込むことによって割引を受けることも可能である。

## 他社の類似するサービス
- ビジネスシンプル NTTドコモ
- ビジネス通話ホーダイ NTTドコモ
- OFFICE WISE KDDI／沖縄セルラー電話
- OFFICEED - NTTドコモ
- ソフトバンクモバイルオフィス ソフトバンクモバイル